# Eclipse (maison d'édition)
Pour les articles homonymes, voir Éclipse (homonymie).
Eclipse est une maison d'édition française créée par Mathieu Saintout des éditions Bibliothèque Interdite en février 2010, spécialisée dans la littérature de genre en format semi-poche. Les différents labels d'Eclipse regroupent la fantasy, l'horreur, la science-fiction, le steampunk, le fantastique, et la fantasy urbaine.
Après deux ans d'existence, Belles Lettres diffusion distribution annonce la cessation des distributions de la maison d'édition.
En novembre 2012, le groupe Panini reprend en son sein le label Eclipse,.

## Collection « Bit-Lit »

### SérieHarper Blaine
1. À travers le voile par Kat Richardson
2. Étreinte mortelle par Kat Richardson
3. L'Éveil du mal par Kat Richardson

### SérieJane Yellowrock
1. Jane Yellowrock, tueuse de vampires par Faith Hunter
2. La Croix de sang par Faith Hunter
3. La Lame de miséricorde par Faith Hunter

### SérieJessie Shimmer
1. Liens infernaux par Lucy A. Snyder
2. Le Baiser de la sorcière par Lucy A. Snyder

### SérieKayla Steele
1. La Fiancée de Dante par Natasha Rhodes

### SérieLes Gardiens des éléments
1. La Maîtresse du vent par Rachel Caine
2. Vague de chaleur par Rachel Caine
3. Sueur froide par Rachel Caine

### SérieLes Ténébres de Londres
1. Magie urbaine par Caitlin Kittredge
2. Le Pacte du démon par Caitlin Kittredge

### SérieLes Traqueurs d'ombre
1. La Lame des ombres par Seressia Glass
2. La Chasse des ombres par Seressia Glass

### SérieLe Cercle des sorcières
1. Alliance nocturne par Diana Pharaoh Francis

## Collection «Fantastique»

### SérieJohannes Cabal
1. Johannes Cabal, le Nécromancien par Jonathan L. Howard (en)

### SérieLes Enquêtes extraordinaires de Newbury et Hobbes
1. Les Revenants de Whitechapel par George Mann

### Autres romans
- Mr. Shivers par Robert Jackson Bennett
- Nekropolis par Tim Waggoner
- Zoo City par Lauren Beukes

## Collection «Fantasy»

### SérieLes Chroniques aztèques
1. D'obsidienne et de sang par Aliette de Bodard
2. Le Cinquième Soleil par Aliette de Bodard

### SérieChroniques des vampires d'Airain
1. La Légende de Kell par Andy Remic
2. Les Voleurs d'âmes par Andy Remic

### SérieLes Deux Sœurs
1. Guerrière par Marie Brennan
2. Sorcière par Marie Brennan

### SérieLes Nobles Morts
1. Dhampir par Barb Hendee et J.C Hendee

### SérieUn monde sans dieux
1. Un hiver de sang par Brian Ruckley
2. Droit du sang par Brian Ruckley
3. La Chute des Thanes par Brian Ruckley

### SérieLes Cavaliers dragon
1. Miséricorde par Jaida Jones et Danielle Bennett

### Autres romans
- Druide par Olivier Peru
- Jade par Jay Lake
- Icarus par Dru Pagliassotti
- Le Seigneur du silence par Mark Chadbourn

## Collection «Horreur»

### SérieLe Virus Morningstar
1. Le Fléau des morts par Z. A. Recht
2. Les Cendres des morts par Z. A. Recht
3. Survivants par Z. A. Recht et Thom Brannan

### SérieLes Chroniques de l'armageddon
1. Les Chroniques de l'armageddon par J. L. Bourne
2. Exil par J. L. Bourne

### Autres romans
- Abraham Lincoln, chasseur de vampires par Seth Grahame-Smith
- La Triste Histoire des frères Grossbart par Jesse Bullington
- Victoria, reine et tueuse de démon par A. E. Moorat

## Collection «Icône»

### SérieSláine
1. L'Exilé par Steven Savile
2. Le Fléau par Steven Savile

### SérieDeath Dealer
1. Le Heaume maudit par Frank Frazetta et James Silke
2. Les Seigneurs de la ruine par Frank Frazetta et James Silke
3. Dans les griffes du mal par Frank Frazetta et James Silke

### SérieJames Bond
1. Le Livre de Bond
2. Bond : Voitures et Véhicules

### Autres romans graphiques
- Baltimore par Mike Mignola et Christopher Golden

## Collection «Science-fiction»

### SérieL'Orphelin
1. Les Orphelins par Robert Buettner
2. Le Destin de l'orphelin par Robert Buettner
3. L'Odyssée de l'orphelin par Robert Buettner

### SérieLe Siècle mécanique
1. Boneshaker par Cherie Priest
2. Clementine par Cherie Priest
3. Dreadnought par Cherie Priest

### SérieAndrea Cort
1. Émissaires des morts par Adam-Troy Castro

### Autres romans
- Zone de guerre par Dan Abnett
- L'Âge de Ra par James Lovegrove

## Collection «Urban Fantasy»

### SérieCal Leandros
1. La Nuit du démon par Rob Thurman
2. Pleine Lune par Rob Thurman

### SérieCharlie Madigan
1. Ma part de ténèbres par Kelly Gay
2. Une aube de ténèbres par Kelly Gay

### SérieMarla Mason
1. Sacrifices divins par T. A. Pratt
2. L'Assassin des rêves par T. A. Pratt

### SérieMatthew Swift
1. La Folie des anges par Kate Griffin
2. Le Maire de minuit par Kate Griffin

### SérieTwenty Palace Society
1. Les Enfants du feu par Harry Connolly